# Pardosa donabila
Pardosa donabila este o specie de păianjeni din genul Pardosa, familia Lycosidae, descrisă de Roewer, 1955.
Este endemică în Iran. Conform Catalogue of Life specia Pardosa donabila nu are subspecii cunoscute.